# 초대디자이너 및 추천디자이너
초대디자이너 및 추천디자이너는 산업디자인진흥법 시행령 제8조3에 따라 대한민국디자인전람회의 수준 향상을 도모하고 중견 디자이너의 지위 향상과 자긍심을 고취하기 제도이다. 이와 관련한 행사는 산업통상자원부가 주최하고 한국디자인진흥원이 주관한다.

## 위촉 자격
- 추천디자이너의 위촉 자격은 'Grand Prize를 수상한 자', '3회에 걸쳐 Bronze Prize 이상을 수상한 자', '연속 3회에 걸쳐 Special Prize 이상을 수상한 자', '10회에 걸쳐 Winner 이상을 수상한 자'이다.
- 초대디자이너 위촉 자격은 '추천디자이너로서 10회 이상 출품한 자'이다.

## 초대디자이너 및 추천디자이너 명단
| 연도   | 초대디자이너 | 추천디자이너 |
| ------ | --- | --- |
| 1978년 | 김홍련, 박대순, 봉상균, 이우성 | |
| 1979년 | 곽원모, 권명광 | |
| 1980년 | 양호일 | |
| 1981년 | 최대석 | |
| 1982년 | 김덕겸 | |
| 1983년 | 권상오, 신용태, 장완영 | |
| 1984년 | 신언모, 이건 | |
| 1985년 | 박인철, 최금용 | |
| 1986년 | 박인숙, 백금남, 윤근, 이효일 | |
| 1987년 | 신영옥 | |
| 1988년 | 류재우, 박진홍, 이준섭, 현용순, 홍성수 | |
| 1989년 | 박용원, 방재기, 오근재, 이병학, 이부연, 정대유, 최현창, 최호천, 추원교                                                                                                 | |
| 1990년 | 구동조, 김명주, 나재오, 안정언, 정옥란, 홍경희 | |
| 1991년 | 김학성, 노경조, 민경우, 박종운, 백일, 유한태, 윤학중, 이봉섭, 이인술, 이정호, 장미연, 최종관                                                                           | |
| 1992년 | 김세환, 명계수, 서길용 | |
| 1993년 | 김태종, 문철, 윤지홍, 조승래 | |
| 1994년 | 김상락, 김태호, 박강용, 윤영태, 정국현, 정연종, 한기웅 | |
| 1995년 | 김택훈, 박억철, 이수봉, 이재원, 임헌혁, 장병석, 한석우, 황인철 | |
| 1996년 | 강병길, 고현, 문수근, 변상태, 이상원, 정영환, 정용주, 조동업, 조종호, 황순영                                                                                           | |
| 1997년 | 김철호, 김현중, 문수근 이석준, 정필인, 조규춘, 조종현, 한백진 | 이해권 |
| 1998년 | 권기덕, 오국영, 이기상, 이봉규, 이승철, 장동훈, 정충모 | |
| 1999년 | 강성철, 강윤성, 고석천, 구기설, 박일재, 서홍선, 윤재우, 임경호, 전성수, 정시화, 홍정표                                                                                 | 유천희 |
| 2000년 | 김공웅, 김덕용, 박규원, 신택균, 안덕춘, 유대석, 이해묵, 한욱현, 황영성                                                                                                 | 김한 |
| 2001년 | 김기순, 김맹길, 김성진, 김준기, 김현식, 류남희, 박선우, 양덕환, 유상욱, 이경림, 이윤수, 이진구, 정계문, 최충식                                                         | 송현주 |
| 2002년 | 구환영, 김경훈, 김남호, 김정필, 남윤호, 선병일, 송성재, 이한성 정경연, 정하성                                                                                          | |
| 2003년 | 권영수, 김금재, 문철웅 박연선, 신학성, 유진형, 윤현정, 이석현, 이성수, 장범순, 정주훈, 최남선, 한승문                                                                  | 박상철, 박현경, 박현송 |
| 2004년 | 남용현, 박태영, 박희면, 서광적, 서기흔, 안상락, 임종웅, 조성진, 현영호                                                                                                 | 박영출, 최진호, 허석 |
| 2005년 | 김경균, 김병상, 김제중, 김창식, 박금준, 박병호, 위성호, 윤정식, 이병훈, 이원진, 장호철                                                                                 | 강중규, 손공동, 이재호, 조신근 |
| 2006년 | 김미정, 김재익, 송창호, 신상영, 여훈구, 이명구, 장호익 | 금중혁, 김상열, 김세화, 김영호, 박민성, 박상규, 박상오, 박희운, 서윤정, 신병근, 이주미, 최흥락 |
| 2007년 | 김병진, 김옥현, 박성규, 심재진, 임수연, 정운성, 최영숙, 하용훈 | 곽봉철, 김난희, 김진영, 박종희, 원하연, 이용한, 이은정, 정다운, 정한샘, 조찬우, 최문희, 홍석준 |
| 2008년 | 강영용, 김곡미, 김광일, 김기선, 김성년, 손원준, 오용균, 유선일, 임채형, 장광집, 최성규                                                                                 | 권혁준, 김성주, 박문희, 배성익, 신익수, 신현호, 윤병문, 이준승 |
| 2009년 | 김경배, 김시만, 김영희, 김진길, 김해선, 박경진, 박한출, 박현택, 조철호                                                                                                 | 김선주, 김현성, 도일, 송기정, 송신혜, 오혜강, 윤영노, 이진만, 임중남, 임호준, 정보민, 정준용, 조문환, 최헌정, 허재식 |
| 2010년 | 김진석, 박주석, 변춘섭, 정광용, 함부현, 황순선 | 곽우섭, 김국원, 김소현, 김정훈, 김형근, 김혜림, 류다혜, 박수관, 박인창, 신재균, 신재욱, 윤미경, 이권환, 이방원, 이상호, 이원두, 이은경, 이은석, 이은선, 정성호, 조경득, 조운한, 조창희, 채성수, 최규호, 최미경, 최병현, 최인숙, 최철형, 하윤희, 홍영래 |
| 2011년 | 고영균, 고영봉, 고정욱, 구병근, 김선규, 김윤배, 김장석, 박광철, 박우성, 박필제, 박현욱, 여운장, 이덕상, 이미영, 이복영, 이혁수, 장훈종, 정동욱, 정용규, 최명묵, 홍창기 | 권혜진, 김성용, 김한중, 남윤태, 박상림, 서교준, 손지훈, 송소원, 신정철, 왕경희, 이경규, 이창석, 조한아, 천영록 |
| 2012년 | 강흥석, 곽대영, 권기범, 기영락, 김성배, 류영욱, 윤선영, 최정민 | 안기영, 강필현, 김병수, 김세웅, 김용모, 김주희, 김효민, 백순현, 신재희, 오성수, 유성봉, 이동수, 전재환, 장석영, 조예령, 최승연, 현은정, 홍현우 |
| 2013년 | 곽태혁, 김강국, 김수진, 김영철, 명광주, 박정우, 손동범, 윤여종, 이권식, 이기출, 이미정, 이찬, 최양현, 홍현기                                                           | 남미나, 노시우, 서석교, 오봄시내, 이미정, 이충상, 이형규, 임효영, 장재욱, 정보리, 조필호, 진애라, 한상현, 황재호 |
| 2014년 | 고영진, 곽원일, 김상학, 노은희, 엄선철, 윤찬종, 이경희, 정종인, 정진숙, 조재승, 지정용                                                                                 | 김병완, 박형준, 신지영, 용진경, 이석준, 이승환, 이주현, 전용석, 정찬환, 진상민, 현은령 |
| 2015년 | 정지욱 | 강재도, 이승헌, 정건용 |
| 2016년 | 김남훈, 김영식, 김일오, 김형석, 박기홍, 박성억, 박종만, 양재희, 윤진, 윤홍열, 이관식, 조원희, 조윤호, 지용규, 최기, 황세민                                             | 고딘군, 김수진, 김윤희, 손지영, 신정혜, 안소윤, 이민지, 장유영, 장재룡, 황인식 |
| 2017년 | 구자윤, 김동하, 김병택, 김석영, 김성달, 김정두, 박재현, 박준우, 박태진, 이경수, 정재창, 최용혁, 최종필                                                                 | 오정은, 윤은총, 황용하 |
| 2018년 | 강문수, 구윤희, 권영대, 김덕순, 노미선, 박승대, 박윤신, 박정훈, 송인수, 안창호, 원영국, 유재형, 육지훈, 이민정, 임선양, 정택우                                         | 강미연, 김기태, 김민우, 김종일 |
| 2019년 | 권기제, 권성하, 김두한, 김지영, 박무건, 이건만, 이철희, 조은동, 최석준                                                                                                 | 우지혜, 최재혁 |
| 2020년 | 고경란, 김완규, 김호성, 박재익, 이근형, 이도형, 이지은, 조규창, 최재원                                                                                                 | 이은주 |